# Tablice rejestracyjne w Izraelu
Izraelska rejestracja pojazdu – tablice rejestracyjne na metalowych lub plastikowych tablicach, używane na pojazdach drogowych lub przyczepach, stosowane w Izraelu jako oficjalny sposób identyfikacji pojazdów.
Izraelskie tablice rejestracyjne są wydawane przez wiele zatwierdzonych firm rejestracyjnych, takie jak Dinamometer, zgodnie z paragrafem nr 327 Instytutu Norm w Izraelu. Większość przepisów dotyczących rejestracji pojazdów w Izraelu jest wymienionych w spisie praw transportowych, wydanych przez Ministerstwo Transportu i Bezpieczeństwa Drogowego. Te przepisy definiują poprawny montaż tablic rejestracyjnych oraz inne zagadnienia dotyczące użytkowania.

## Wygląd

### Cywilne tablice rejestracyjne

Izraelska tablica rejestracyjna pojazdów cywilnych (standard europejski, 7 cyfr)

Izraelska tablica rejestracyjna pojazdów cywilnych (standard amerykański, 7 cyfr)

Izraelska tablica rejestracyjna pojazdów cywilnych (standard europejski, 8 cyfr)

Izraelska tablica rejestracyjna pojazdów cywilnych (standard amerykański, 8 cyfr)

Izraelska tablica rejestracyjna motocykli, skuterów i motorowerów

Cywilne tablice rejestracyjne są prostokątne z błyszczącym żółtym tłem i wtłoczonym czarnym numerem rejestracji. Pod pierwszym myślnikiem tablicy rejestracyjnej znajduje się znaczek homologacji Instytutu Norm w Izraelu. Po lewej stronie tablicy znajduje się wytłoczony euroband z izraelska flagą, a pod nim litery IL, ישראל (Jisra’el, jęz.hebrajski) i إسرائيل (Isrā’īl, jęz. arabski). Stare tablice nie mają takiego oznaczenia. W standardzie amerykańskim liczby są węższe i niebieski euroband znajduje się na dole rejestracji, a litery znajdują się po prawej stronie flagi.
Współczesne tablice rejestracyjne cywilne składają się z cyfr tworzących grupy trzech liczb oddzielonych od siebie krótkimi myślnikami:
- 7 cyfr – liczby: dwucyfrowa, trzycyfrowa, dwucyfrowa
- 8 cyfr (od lipca 2017) – liczby: trzycyfrowa, dwucyfrowa, trzycyfrowa

Starsze tablice rejestracyjne, które nadal są używane w Izraelu, złożone są z pięciu lub sześciu cyfr z jednym myślnikiem zawsze przed trzema ostatnimi cyframi.
Podczas gdy tablice rejestracyjne taksówek w Izraelu zawsze kończą się numerem 25 lub 26, ostatnie liczby busów różnią się, aczkolwiek wiele kończy się numerem 01. Wiele samodzielnie importowanych pojazdów kończą się numerem 00, także ciężarówki.

Izraelska tablica rejestracyjna pojazdów zabytkowych

Pojazdy zabytkowe, które mają ponad 30 lat, mogą być inaczej rejestrowane i mieć specjalną tablicę rejestracyjną, która dodatkowo, oprócz numeru, zawiera napis רכב אספנות (dosłownie „pojazd kolekcjonerski”). Takie pojazdy są zwolnione z corocznych kosztów rejestracji i nie mogą poruszać się po drogach przed godziną 9 rano. Od lutego 2011 pojazdy zabytkowe samodzielne sprowadzane mają przyrostek 55. 

### Policyjne tablice rejestracyjne

Tablice rejestracyjne Policji izraelskiej są prostokątne z czerwonym tłem i wtłoczonym białym numerem rejestracyjnym. Rejestracje policyjne składają się z litery Mem (מ), reprezentującą słowo משטרה (Misztara – Policja), i numerów, które są wydawane zgodnie ze starszeństwem posiadacza pojazdu. Główny numer pojazdu generalnego komisarza policji Izraelskiej to 1.

### Tablice rejestracyjneSił Obronnych Izraela

Tablice rejestracyjne służb wojskowych są prostokątne z czarnym tłem i wtłoczonym białym numerem rejestracyjnym. Numery wojskowe składają się z litery Cadi (צ), reprezentujące słowo צבא (Cawa – Wojsko) i kilku liczb. Alternatywnie, numery rejestracyjne mogą być namalowane na pojeździe.

### Tablice rejestracyjne Żandarmerii Wojskowej

Tablice rejestracyjne Żandarmerii Wojskowej są prostokątne z niebieskim tłem i białym wtłoczonym numerem rejestracyjnym. Numery Żandarmerii Wojskowej składają się z liter Mem (מ) i Cadi (צ), reprezentujące słowo משטרה צבאי (Misztara Cwa’it – Żandarmeria Wojskowa) i kilku liczb.

### Dyplomatyczne tablice rejestracyjne

Tablice rejestracyjne Korpusu Dyplomatycznego/Korpusu Konsularnego są prostokątne z białym tłem i wtłoczonymi czarnymi numerami rejestracyjnymi. Numery Korpusów Dyplomatycznych lub Konsularnych składają się z liter CD lub CC (odpowiednio) i 7 cyfr – dwiema ostatnimi cyframi są 21 lub 22. Prywatne pojazdy, które są w posiadaniu przez dyplomatę lub konsula i pochodzące z kraju właściciela nie mają liter CD/CC, ale dwie ostatnie cyfry pozostają 21 lub 22, mimo że pojazd jest zarejestrowany jako pojazd cywilny.